# Kastrí (Tasos)
Kastrí (en griego, Καστρί) es un yacimiento arqueológico del Neolítico, la Edad del Bronce y la Edad del Hierro situado en una colina fortificada de la isla de Tasos, en Grecia, entre las localidades actuales de Theologos y Potós. Ha sido excavado entre los años 1969 y 1985 bajo la dirección de Jaido Koukouli-Jrysanthaki.

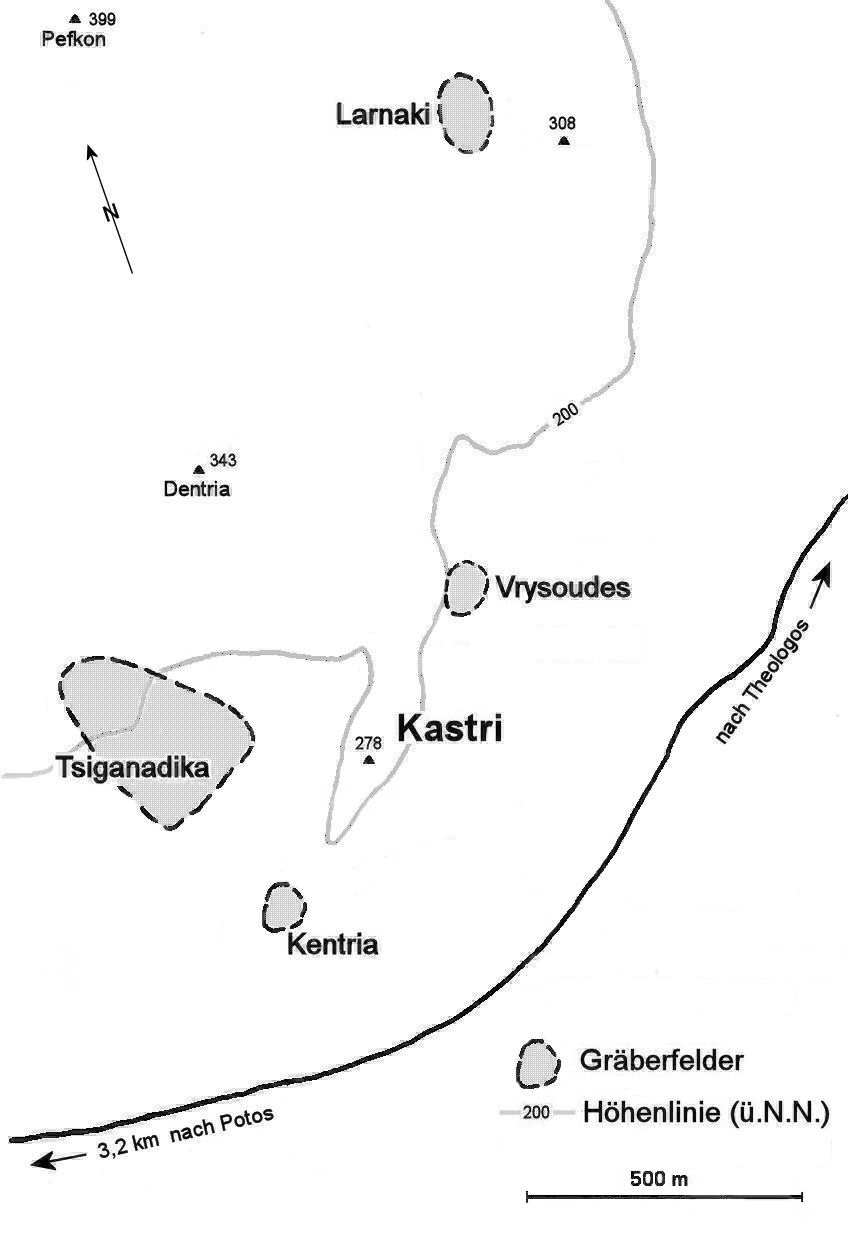
Plano con las diferentes necrópolis que están en torno al yacimiento arqueológico de Kastrí.

## Fases de ocupación
Las excavaciones de este yacimiento arqueológico han mostrado que estuvo habitado en diferentes fases de ocupación. La primera tuvo lugar en el periodo Neolítico, desde el 5º milenio a. C. hasta la fase final del Neolítico. El lugar fue abandonado hasta la Edad del Bronce tardío (aproximadamente entre 1600 y 1050 a. C.), en la que fue nuevamente poblado. Por último, en la Edad del Hierro temprana (1050-700 a. C.) también estuvo habitado, hasta que fue abandonado aproximadamente en el mismo periodo en que llegaron colonos desde la isla de Paros a la isla de Tasos. Las fases se conocen con los nombres de Kastrí Ia (Neolítico temprano),  Kastrí Ib (Neolítico tardío), Kastrí II (Edad del Bronce tardía) y Kastrí III (Edad del Hierro temprana).

### Paleolítico y Neolítico
Los hallazgos del Neolítico constan de casas y recintos de piedra. En ellos se aprecian técnicas de construcción que diferencian el asentamiento de otros de la misma época de la zona de Tracia. También se han hallado herramientas, vasijas y figurillas. Algunos tipos de cerámica del Neolítico hallados en Kastrí sí tienen paralelos con los de otras zonas de Tracia como Dikilí Tas o Sitagroi. El asentamiento fue abandonado a finales del Neolítico y no estuvo habitado en las primeras fases de la Edad del Bronce.

### Edad del Bronce y Edad del Hierro temprana
Un nuevo periodo de ocupación surgió en la Edad del Bronce tardía. Este periodo duró aproximadamente desde mediados del 2º milenio a. C. hasta el año 700 a. C. Particularmente en la Edad del Hierro temprana el asentamiento fue el más importante de la isla. Los hallazgos de la Edad del Bronce muestran estructuras arquitectónicas, vasijas y otros objetos que relacionan culturalmente al lugar con el área del río Axio en Macedonia y la Tracia próxima al mar Egeo. Entre ellos hay un lugar donde aparecen serpientes talladas que podría haber sido un santuario al aire libre. También se hallan algunas vasijas de estilo micénico pero producidas principalmente en talleres locales. Algunos otros objetos parecen haber llegado desde otras zonas de Europa. Los hallazgos de la Edad del Hierro temprana muestran más relaciones con el área del sur de Grecia.
En torno al asentamiento se hallan las necrópolis de Kentria, Tsiganadika, Vrysoudes y Larnaki. Se atestiguan diferentes tipos de enterramientos: grandes sepulcros de una sola cámara que fueron utilizados para enterramientos sucesivos; tumbas rectangulares más pequeñas, con o sin antecámara, a menudo con dos ocupantes por enterramiento e incineraciones. Se ha sugerido que algunos grandes recipientes hallados en las tumbas se empleaban para la celebración de ritos funerarios.